# Мавзолей Дауытбека
Мавзолей Дауытбека (Шамансура, Давутбека) (каз. Дауытбек кесенесі) — памятник архитектуры XIII века, расположенный на территории рабада древнего Тараза (в центральной части современного города Тараза Жамбылской области Казахстана). Мавзолей возведён над могилой одного из монгольских наместников Улуг-Бильге-Икбалхан-Давутбека. Зодчий и строитель неизвестны.

## Описание
Первоначально мавзолей имел вид сооружения, состоящего из четырёх полукруглых арок, на которых был воздвигнут купол. Арки покоились на бутовом фундаменте. Свой современный вид мавзолей приобрёл в конце XIX века, когда арочные проходы были заложены кирпичом. У южного прохода, выделенного теперь небольшим порталом, были сооружены два ложных минарета.
Мавзолей представляет собой портально-купольное сооружение, построенное из жжёного кирпича. Двери украшены орнаментом. Основанием приземистого купола являются арки и стены мавзолея. В центре внутреннего помещения находится трёхступенчатое каменное надгробие в виде каменной ступенчатой пирамиды. На ней русским востоковедом Василием Бартольдом были обнаружены имя погребённого и дата его смерти (1262 год) на арабском языке.
Надпись на верхней плите надгробия гласит: «Это сад (упокоения) великого мелика (князя), учёного, справедливого, щедрого, обладателя меча и пера, рудника щедрости и милости, очистителя веры и нравов, покровителя учёных, защитника ислама и мусульман, опоры слабых, облагородивший веру, избранного хаканов, избранника господа миров, собрание добродетели, источника справедливости, подчинявшегося повелениям Аллаха, поручителя времени». Надпись на второй плите: «Поля милосердия, добродетели Муввалиг Барике, великого мудреца, счастливого Ик-Бельхам-Дад-Бека Исфагасала сын нойона (князя) Учуль-Бека Ашшагида (умершего за религию) в ночь на пятницу 8 месяца Джемада (года 660 г. н. летописи)».

## Изучение и охрана
Начиная с середины XIX века мавзолей неоднократно обследовался историками, архитекторами, искусствоведами. В 1982 году был отреставрирован мастерской «Джамбулреставрация». В том же году мавзолей был включен в список памятников истории и культуры республиканского значения и взят под охрану государства в рамках объекта «Памятники древнего Тараза». В 2008 году в данном списке был выделен в отдельный объект.